# Joe Alexander
Joe Alexander (Kaohsiung, Taiwán, 26 de diciembre de 1986) es un baloncestista estadounidense que actualmente juega en el Maccabi Haifa B.C. de la Liga Leumit. Mide 2,03 metros de altura, y juega en la posición de alero. Nació y vivió sus primeros años en China, en Hong Kong y en Pekín además de Taiwán, debido al trabajo de su padre en la multinacional Nestlé.

## Trayectoria deportiva

### Universidad
Tras pasar por la Academia Militar de Hargrave, Alexander se matriculó en la Universidad de Virginia Occidental. En su primera temporada, apenas jugó 10 partidos con los Mountaineers, siendo su mejor partido el disputado ante Washington & Jefferson College, en el que consiguió 5 puntos, 3 rebotes 5 tapones en apenas 12 minutos de juego.
En su temporada sophomore, su segundo año, comenzó de manera brillante, llegando a conseguir su tope de su carrera universitaria en puntos ante DePaul, con 23. Pero fue de más a menos, teniendo un final de temporada bastante discreto, sin conseguir llegar a los 10 puntos en los últimos 9 partidos de la temporada regular. Su equipo recibió una invitación para disputar el NIT, donde Alexander apenas sumó 18 puntos en el total de las rondas disputadas. A pesar de ello su equipo llegó a la final y la ganó ante la Universidad de Clemson. Promedió 10,3 puntos, 1,9 asistencias y 4,3 rebotes por partido esa temporada.
Su explosión llegó en su temporada junior, teniendo mucho que ver el cambio de entrenador en el equipo. Lideró a su equipo en anotación, con 16,9 puntos por partido, rebotes, con 6,4 y tapones, con 1,5. Anotó 20 o más puntos en 13 partidos, y más de 30 en 3, logrando su mejor actuación ante la Universidad de Connecticut al conseguir 32 puntos, 10 rebotes y 2 tapones. Fue incluido en el mejor quinteto de la Big East Conference y recibió una mención honorífica como All-American.
En el total de su trayectoria universitaria promedió 12,1 puntos y 4,8 rebotes por partido.

### Profesional
Fue elegido en la octava posición del Draft de la NBA de 2008 por Milwaukee Bucks, equipo con el que firmó un contrato multianual el 8 de julio de ese mismo año, y se convirtió en el primer jugador nacido en Taiwán en jugar en la NBA.
En las Ligas de Verano de la NBA de 2008, Alexander promedió 9.2 puntos, 3.6 rebotes y 1.2 tapones en 5 partidos, todos ellos como titular. En su primera temporada en la NBA promedió 4.7 puntos en 12 minutos por encuentro, cuajando su mejor mes en enero con 5.8 puntos de media. El 30 de marzo de 2009, en la victoria frente a New Jersey Nets, Alexander anotó 16 puntos, su mejor marca anotadora de la campaña.
El 18 de febrero de 2010, Alexander fue traspasado a Chicago Bulls junto con Hakim Warrick a cambio de John Salmons.
En septiembre de 2010, Alexander fichó como agente libre por New Orleans Hornets, aunque fue despedido en noviembre sin llegar a debutar oficialmente con el equipo.
Alexander comenzó la temporada 2014/15 en los Santa Cruz Warriors de la D-League, donde jugó a gran nivel con 21.7 puntos y 8.0 rebotes, números que le abrieron posteriormente las puertas del Maccabi, donde promedió 7.8 puntos y 3.4 rebotes en la liga israelí y 4.5 puntos y 2.2 rebotes en la Euroliga.
En 2015, el Banco di Sardegna Sassari, vigente campeón de la Lega italiana, ha anunciado el fichaje del ala-pívot, la temporada pasada en el Maccabi Tel Aviv.
En verano de 2020, firma por el Ironi Nahariya de la Ligat Winner para disputar la temporada 2020-21.
El 25 de marzo de 2021, firma un contrato temporal por el Jeonju KCC Egis de la Liga de baloncesto de Corea.
El 26 de mayo de 2021, regresa a Israel para jugar en el Hapoel Holon de la Ligat Winner.
El 11 de octubre de 2021, firma por el Maccabi Rishon LeZion de la Ligat Winner.
En febrero de 2023 firmó con el Maccabi Haifa B.C. de la Liga Leumit, la segunda división israelí, para el resto de la temporada.

## Estadísticas de su carrera en la NBA

### Temporada regular
| Año     | Equipo    | PJ | PT | MPP  | %TC  | %3P  | %TL  | RPP | APP | ROB | TPP | PPP |
| ------- | --------- | -- | -- | ---- | ---- | ---- | ---- | --- | --- | --- | --- | --- |
| 2008-09 | Milwaukee | 59 | 0  | 12.1 | .416 | .348 | .699 | 1.9 | .7  | .2  | .5  | 4.7 |
| 2009-10 | Chicago   | 8  | 0  | 3.6  | .167 | .000 | .667 | .6  | .3  | .1  | .1  | .5  |
| Total   | Total     | 67 | 0  | 11.1 | .410 | .340 | .698 | 1.8 | .7  | .2  | .4  | 4.2 |